# La Guingueta d'Àneu
La Guingueta d'Àneu är en kommun i Spanien.   Den ligger i provinsen Província de Lleida och regionen Katalonien, i den nordöstra delen av landet, 500 km nordost om huvudstaden Madrid. Antalet invånare är 341. Arean är 108 kvadratkilometer.
Terrängen i La Guingueta d'Àneu är bergig.